# Beldiță
Beldița (Alburnoides bipunctatus) este un pește de apă dulce din ordinul Cypriniformes, familia Cyprinidae. Este întâlnit în Afganistan, Armenia, Austria, Azerbaidjan, Belarus, Belgia, Bulgaria, Cehia, Elveția, Estonia, Franța, Georgia, Germania, Iran, Letonia, Lituania, Republica Moldova, Olanda, Polonia, România, Rusia, Slovacia, Turcia, Ucraina, Ungaria și Uzbekistan.